# Messier (Mondkrater)
Messier  ist ein Mondkrater in der südlichen Hemisphäre, im Mare Fecunditatis.
| Buchstabe | Position          | Durchmesser | Link |
| --------- | ----------------- | ----------- | ---- |
| A         | 2,02° S, 46,95° O | 11 km       |      |
| B         | 0,9° S, 48,04° O  | 7 km        |      |
| D         | 3,6° S, 46,3° O   | 8 km        |      |
| E         | 3,37° S, 45,4° O  | 5 km        |      |
| J         | 1,59° S, 52,15° O | 4 km        |      |
| L         | 1,25° S, 51,86° O | 5 km        |      |